# Рјобијанко Басо (Болцано)
Рјобијанко Басо је насеље у Италији у округу Болцано, региону Трентино-Јужни Тирол.
Према процени из 2011. у насељу је живело 37 становника. Насеље се налази на надморској висини од 1320 м.